# Tachygerris
Tachygerris is een geslacht van wantsen uit de familie van de Gerridae (schaatsenrijders). Het geslacht werd voor het eerst wetenschappelijk beschreven door Carl John Drake in 1957.

## Soorten
Het genus bevat de volgende soorten:
- Tachygerris adamsoni (Drake, 1942)
- Tachygerris celocis (Drake & Harris, 1930)
- Tachygerris chocoensis Mondragón-F., Molano & Morales, 2017
- Tachygerris dentiferus Padilla-Gil & Nieser, 2003
- Tachygerris florianae Mondragón-F., Molano & Morales, 2017
- Tachygerris hecherae Buzzetti & Zettel, 2011
- Tachygerris moreirai Mondragón-F., Molano & Morales, 2017
- Tachygerris opacus (Champion, 1898)
- Tachygerris paramillensis Mondragón-F., Molano & Morales, 2017
- Tachygerris piedemontanus Mondragón-F., Molano & Morales, 2017
- Tachygerris pulcherrimus Buzzetti & Zettel, 2011
- Tachygerris quadrilineatus (Champion, 1898)
- Tachygerris spinulatus (Kuitert, 1942)
- Tachygerris surinamensis Hungerford & Matsuda, 1958
- Tachygerris tuberculatus Buzzetti & Zettel, 2011
- Tachygerris tucanensis Morales-Castaño & Castro-Vargas, 2013
- Tachygerris tumaquensis Padilla-Gil, 2010